# Anta de Lameira do Fojo
L'Anta de Lameira do Fojo  est un dolmen situé dans la freguesia de Couto de Cima, sur le territoire de la municipalité de Viseu (district de Viseu, Portugal). 
Le mot anta est l'équivalent portugais d'« ante » (pilier terminal d'un temple grec ou romain), mais il est aussi employé pour désigner les pierres d'un dolmen ou le dolmen lui-même. Environ 5 000 structures mégalithiques de ce type ont été construites au Néolithique dans l'ouest de la péninsule Ibérique par les successeurs de la culture de la céramique cardiale ou Cardial.
Il est classé Immeuble d'intérêt public (Catégorie IIP) depuis 1992 .

## Description
Ce monument mégalithique a été construit entre la fin du IVe millénaire av. J.-C. et le début du IIIe millénaire av. J.-C., période du Néolithique final (ou Néo-Chalcolithique) de cette région du territoire portugais.
Il se compose d'une chambre polygonale, d'environ 3,80 m de diamètre et de 2 m de hauteur, possédant un long couloir d'accès d'environ 7 m de long.  Deux des orthostates de la chambre encore surélevés et un penché vers l'intérieur, tandis que les sept restent in situ. Des deux côtés du couloir, trois d'entre eux sont ornés de peintures, où apparaissent deux anthropomorphes, dont l'un semble tenir un arc ; ainsi que des figures également identifiées sur les supports restants de la chambre. Il possède un tumulus d'un diamètre considérable, apparemment relativement bien préservé. Cependant, en 1989, des cratères ont été découverts, permettant d'accéder, à une époque indéterminée, aux matériaux qu'il contenait, et que beaucoup croiraient constitués de matériaux nobles, après sa destruction partielle par l'ouverture d'un chemin sur son périmètre.

## Galerie

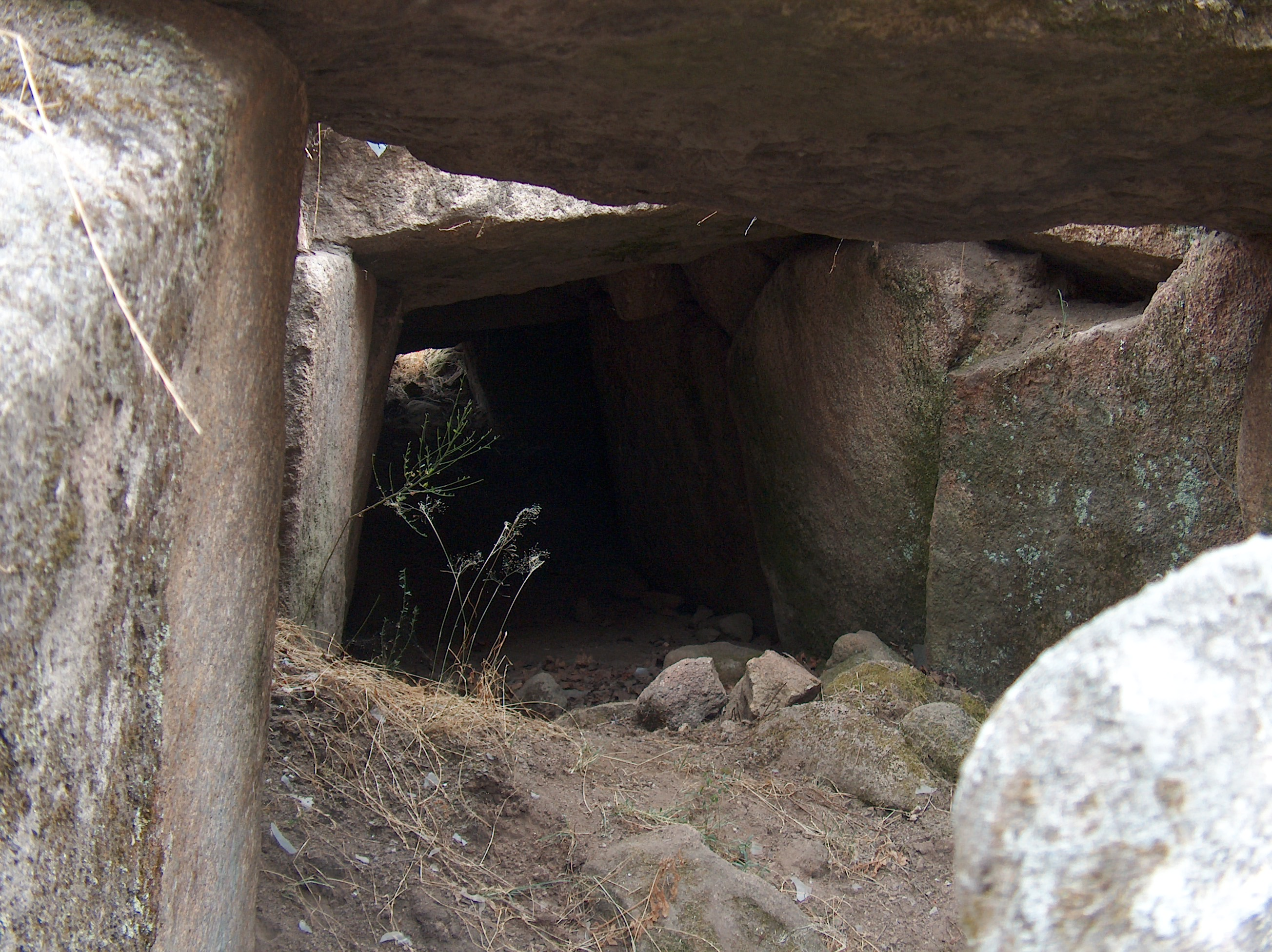
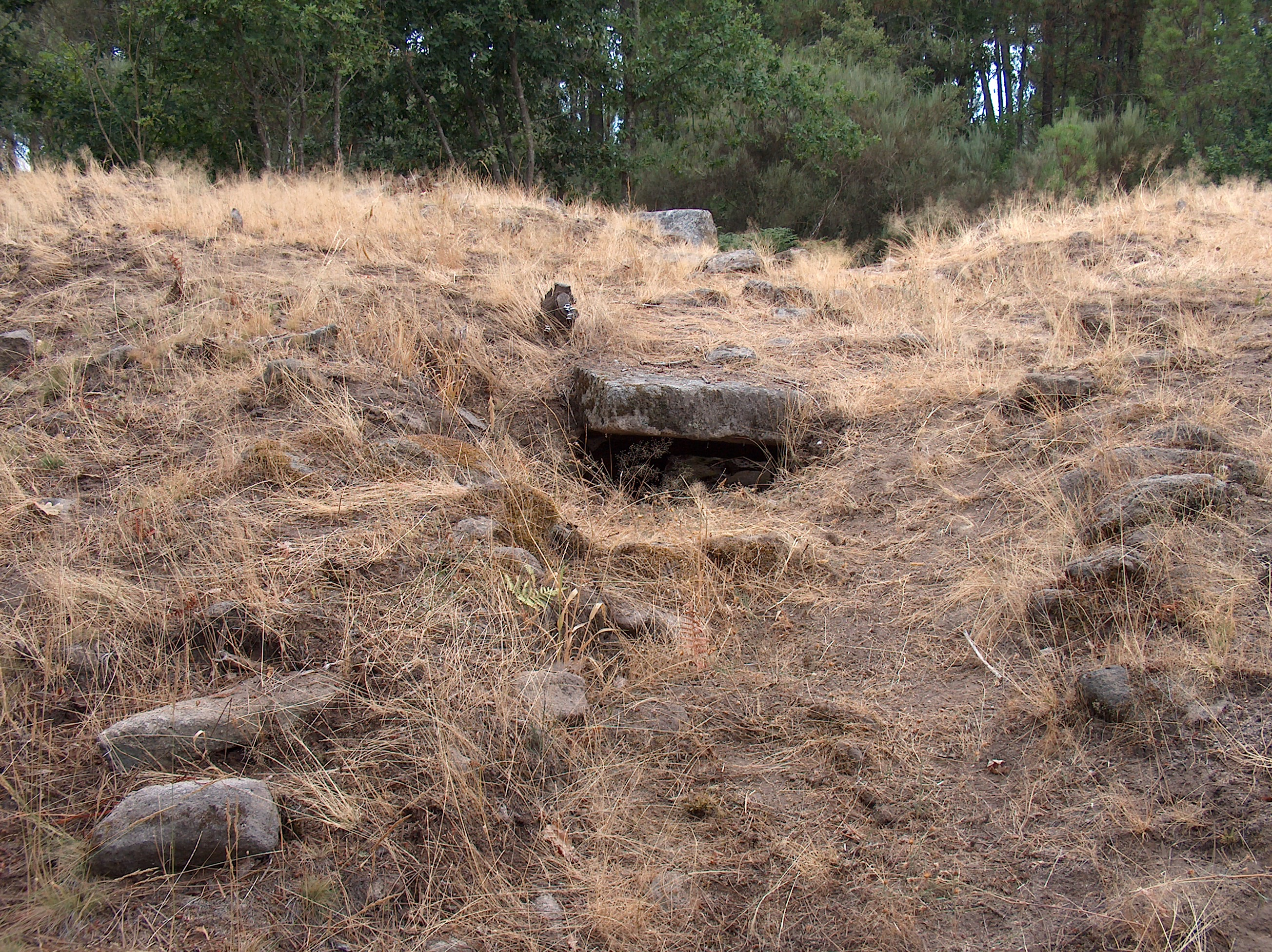